# الأسبارطيون

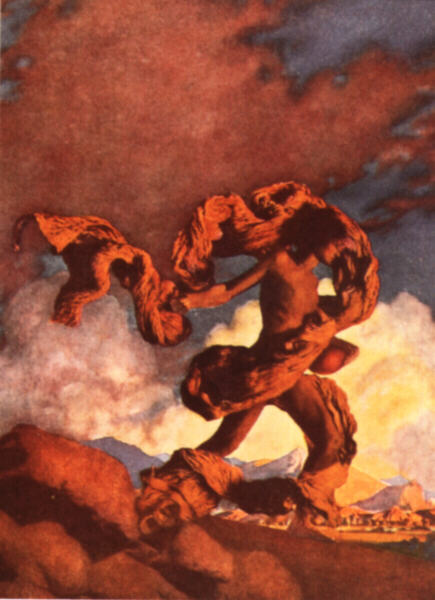

الإسبارطيون باليونانية القديمة هم المزروعون و هم في الميثولوجيا الإغريقية من نبت من نصف أسنان تنين آريز الذي قتله قدموس و أُمر من أثينا بزراعة نصف هذه الأسنان و إعطاء نصفها الآخر لأيتس
تقول الأسطورة أن مجموعة كبيرة من الرجال المسلحين نبتت من هذه الأسنان و بدأ بعضهم يقتل البعض الآخر حتى بقي منهم خمسة فقط . تعاهد الباقون مع قدموس و أسسو سوية ثيفا . و هكذا يكون قدموس و هؤلاء الخمسة أجداد الطيبيين (الثيفيين)
أشهر الإسبارطيين إيخيون زوج أغوئي ابنة قدموس ووالد بنثيوس الذي ورث عرش ثيفا عن جده قدموس.
أما بقية الإسبارطيين فهم : بيلور وخثونيوس وهيبيرينور وأودائيوس .